# C/2012 BJ98 Lemmon
C/2012 BJ98 Lemmon è una cometa periodica appartenente al gruppo delle Halleidi: nonostante sia periodica porta nella sua denominazione la C/ in quanto non è ancora stato osservato un secondo passaggio al perielio. La cometa, scoperta il 26 gennaio 2012, è stata inizialmente ritenuta un asteroide e come tale denominata, in seguito il 1º marzo 2012 si è scoperto che era una cometa, poco dopo venivano trovate immagini di prescoperta risalenti al 29 dicembre 2011. Tra il 1706 e il 1708 ha avuto un prolungato passaggio ravvicinato al pianeta Nettuno.